# Neverwinter Nights 2: Mask of the Betrayer
 (juin 2019).
Si vous disposez d'ouvrages ou d'articles de référence ou si vous connaissez des sites web de qualité traitant du thème abordé ici, merci de compléter l'article en donnant les références utiles à sa vérifiabilité et en les liant à la section « Notes et références ».
Neverwinter Nights 2: Mask of the Betrayer est un jeu vidéo de rôle en vue subjective qui emprunte les règles de Donjons et Dragons 3.5 (avec quelques modifications mineures). Cette extension ajoute de nouveaux dispositifs au jeu de base, ainsi qu'un nouveau scénario complet (25h de jeu).
Neverwinter Nights 2: Mask of the Bretayer est la première extension du jeu Neverwinter Nights 2. Elle a été développée par Obsidian Entertainment et éditée par Atari Inc.. Le jeu est sorti en septembre 2007.

## Histoire
Vous venez de battre le Roi des Ombres mais après l'avoir terrassé, les ruines dans lesquelles vous étiez s'effondrent. Vous essayez de vous enfuir, mais malheureusement on ne retrouva que de vous la cape de Padhiver. Vous vous réveillez dans un tertre avec une profonde plaie encore mal cicatrisée juste au-dessus du cœur, à l'emplacement du fragment d'argent. Vous sentez aussi une faim qui vous dévore de l'intérieur. À ce moment une magicienne rouge s'approche de vous. Une nouvelle aventure commence en Rashéménie à plusieurs centaines de lieues de la Côte des Épées....

## Nouveautés

### Nouvelles races et sous-races
- Elfes sauvages
- Demi-drow
- Genasi de Terre
- Genasi d'Air
- Genasi de Feu
- Genasi d'Eau

### Nouvelles classes et classes de prestiges
2 classes de base
- Élu divin
- Chaman Spiritiste

5 classes de prestige
- Érudit profane de Château-Suif
- Lame invisible
- Magicien rouge
- Poing Sacré
- Seigneur des Tempêtes

- Accès aux niveaux épiques et par extension aux dons et sorts épiques
- Nouveau système d'enchantement plus flexible, plus simple et qui permet la création d'objets plus puissants
- Le joueur a la possibilité de continuer l'aventure avec son personnage de la campagne normal, mais peut en recréer un nouveau qui pour les besoins de la campagne sera monté automatiquement niveau 18.